# Конечные станции и оборотные кольца Московского трамвая
Список конечных станций и оборотных колец Московской трамвайной сети по состоянию на май 2025 года.

## Действующие
| Название                                      | Расположение | Описание                                                                                              | Дата открытия    | Текущее состояние | Прежние названия | Примечания |
| --------------------------------------------- | --- | --- | ---------------- | --- | --- | --- |
| 3-я Владимирская улица                        | На пересечении шоссе Энтузиастов и 3-й Владимирской улицы, со стороны Измайловского парка. Оборот по часовой стрелке                           | 2 сквозных пути, 1 тупик                                                                              | 23 апреля 1951   | Используется маршрутом № 2 | «Владимирский посёлок» | Построено взамен кольца, располагавшегося на углу с Главной аллеей                                                                                                  |
| Белорусский вокзал                            | На площади Тверская Застава, напротив Белорусского вокзала и станции метро «Белорусская»                                                       | 1 сквозной путь                                                                                       | 9 сентября 2017  | Используется маршрутами № 7, 9 | «Тверская Застава» | Построено взамен тупика на Лесной улице |
| Богородское                                   | На пересечении Погонного проезда и 1-й Мясниковской улицы, также по Кузнецовской и Миллионной улицам. Оборот и разворот возможен в обе стороны | 2 сквозных пути                                                                                       | 1886             | Используется укороченными рейсами и на время ремонтных работ | | Самое старое существующее трамвайное кольцо Москвы, изначально использовалось конкой. До 1980-х годов, заезд был возможен только со стороны Краснобогатырской улицы |
| Братцево                                      | На пересечении улицы Героев Панфиловцев и бульвара Яна Райниса                                                                                 | 2 сквозных пути                                                                                       | 21 февраля 1969  | Используется маршрутом № 6 | | |
| Восточное Измайлово                           | На пересечении Первомайской и 16-й Парковой улиц                                                                                               | 3 сквозных пути, 1 тупик                                                                              | 8 октября 1951   | Используется маршрутами № 11, 12 | «Измайловский посёлок», «16-я Парковая улица» (до 5 октября 2024 года)                                                                                             | Построено взамен кольца «Измайловский посёлок», располагавшегося западнее                                                                                           |
| Восточный мост                                | На пересечении улицы Свободы и Лодочной. Оборот возможен в обе стороны                                                                         | По 1 сквозному пути в каждую сторону                                                                  | 6 ноября 1944    | Используется укороченными рейсами маршрута № 6 | «Тушино» | До 1980-х годов заезд был возможен только со стороны центра |
| Даниловская мануфактура                       | На пересечении Большой Тульской улицы и Новоданиловского проезда, к югу от платформы «Тульская». Оборот и разворот возможен в обе стороны      | По 1 сквозному пути в каждую сторону                                                                  | 1950             | Используется маршрутами № 16, 49 | «Зелёные горы», «Фабрика имени Фрунзе», «Платформа ЗИЛ», «Ярмарка „Центральная“», «Новоданиловский проезд», «Новоданиловский проезд — Академия водного транспорта» | Построено взамен кольца «Зелёные горы», располагавшегося южнее |
| Дом культуры «Компрессор»                     | На шоссе Энтузиастов, напротив сквера «Энтузиаст», к востоку от станции метро «Авиамоторная»                                                   | 3 сквозных пути                                                                                       | 21 мая 2017      | Используется маршрутами № 38, 50 | | Построено взамен кольца «Проезд Энтузиастов» |
| Каланчёвская улица                            | На пересечении Каланчёвской и Большой Спасской улицы. Оборот и разворот возможен в обе стороны                                                 | 2 сквозных пути                                                                                       | 5 мая 1954       | Используется маршрутами № 13, 37 | «Казанский вокзал», «МЦД „Каланчёвская“» | Построено взамен кольца «Казанский вокзал» |
| Красноказарменная площадь (Лефортовский мост) | В южной части Красноказарменной площади. Оборот возможен в обе стороны, по одному развороту                                                    | По 1 сквозному пути в каждую сторону                                                                  | 1935             | Используется укороченными рейсами | | В современном виде кольцо построено в середине 1930-х годов |
| Курский вокзал                                | По Верхнему Сусальному и 1-му Сыромятническому переулкам, у вестибюля станции метро «Чкаловская»                                               | 2 сквозных пути                                                                                       | 3 сентября 1952  | Используется маршрутами № 2, 4, 32 | | Построено взамен одноимённого кольца на Садовом кольце, после переноса линии                                                                                        |
| Медведково                                    | На пересечении Полярной и Широкой улиц | 3 сквозных пути                                                                                       | 11 сентября 1966 | Используется маршрутом № 17 | | |
| Метро «Авиамоторная»                          | По Авиамоторной, Красноказарменной улицам, Красноказарменному проезду и шоссе Энтузиастов. Оборот по часовой стрелке                           | Квадрат по улицам вокруг квартала                                                                     | 1 марта 2010     | Используется укороченными рейсами и на время ремонтных работ | | Одна из сторон была закрыта в 1983 году из-за усложнённого выезда на проезд Энтузиастов                                                                             |
| Метро «Бульвар Рокоссовского»                 | На пересечении Ивантеевской улицы с Открытым шоссе                                                                                             | 3+2 сквозных пути                                                                                     | 19 октября 1959  | Используется маршрутами № 4, 7 | «Улица Подбельского», «Посёлок Подбельского», «Метро „Улица Подбельского“»                                                                                         | Построено взамен колец «Посёлок Подбельского», «Преображенская площадь» и «Черкизово». С 1989 по 1992 год было закрыто на время строительства метро                 |
| Метро «Войковская»                            | На Ленинградском шоссе у пересечения с улицей Зои и Александра Космодемьянских                                                                 | 3 сквозных пути                                                                                       | 1 сентября 1932  | Используется маршрутами № 27, 31 | «Посёлок имени Войкова», «Завод имени Войкова», «Санаторий имени Воровского»                                                                                       | С 1943 по 1950 год было закрыто на время строительства путепровода, а с 1961 по 1965 год на время строительства метро                                               |
| Метро «Дмитровская»                           | В Дмитровском проезде к северу от платформы Дмитровская                                                                                        | 4 сквозных пути, огорожено                                                                            | 18 июня 1999     | Используется маршрутами № 27, 29 | | Построено взамен кольца «Улица 8 Марта» в меньшем размере, чем планировалось                                                                                        |
| Метро «Новослободская»                        | По Нововоротниковскому переулку, Краснопролетарской и Селезнёвской улицам                                                                      | 1 сквозной путь                                                                                       | 6 июля 1936      | Используется маршрутом № 50 | «Нововоротниковский переулок» | |
| Метро «Октябрьская»                           | На пересечении улицы Шаболовка и проезда Апакова                                                                                               | 4 сквозных пути, 1 тупик и заезд в депо имени Апакова                                                 | 1984             | Используется маршрутами № 14, 26, 47 | «Октябрьская площадь», «Калужская площадь» | Построено взамен одноимённого кольца, располагавшегося севернее |
| Метро «Партизанская»                          | На Измайловском проспекте | 1 сквозной путь, 1 тупик                                                                              | 1945             | Используется маршрутом № 32 | «Измайлово», «Метро „Измайловская“», «Метро „Измайловский парк“» (с 20 августа 1963 по 3 мая 2005 года)                                                            | Построено взамен кольца «Измайлово». До 1980-х годов было ориентировано в другую сторону: заезд на кольцо был возможен со стороны 16-й Парковой улицы               |
| Метро «Пролетарская»                          | Площадь Крестьянская Застава. По одному развороту                                                                                              | По 1 сквозному пути в каждую сторону                                                                  | 1909             | Используется укороченными рейсами и на время ремонтных работ | «Спасская Застава», «Крестьянская Застава» | Конфигурация неоднократно изменялась, в современном виде с 21 сентября 2000 года.                                                                                   |
| Метро «Семёновская»                           | По Малой Семёновской и Измайловской улицам, Семёновскому переулку. Разворот возможен в обе стороны                                             | 2 сквозных пути                                                                                       | 31 июля 1954     | Используется укороченными рейсами | «Метро „Сталинская“» (до 30 ноября 1961 года) | Построено взамен кольца на Семёновской площади |
| Метро «Сокол»                                 | На пересечении Волоколамского шоссе с улицей Алабяна, к западу от станции метро «Сокол»                                                        | 2 сквозных пути, 1 тупик                                                                              | 10 августа 1979  | Используется маршрутами № 6, 15, 23, 28 | «Улица Алабяна» | Построено взамен одноимённого кольца на Ленинградском проспекте. С 2008 по 2013 год было закрыто на время строительства Волоколамского тоннеля                      |
| Метро «Сокольники»                            | По улице Олений Вал, 2-му и 4-му Полевому переулкам, Сокольнической площади. Оборот по часовой стрелке, разворот возможен в обе стороны.       | 2 сквозных пути                                                                                       | 24 мая 1953      | Используется маршрутами № 25, 43 | «Сокольническая Застава» | Построено взамен кольца на Сокольнической площади |
| Метро «Университет»                           | На пересечении Ломоносовского проспекта с проспектом Вернадского (площадь Джавахарлала Неру)                                                   | 4 сквозных пути                                                                                       | 6 сентября 1954  | Используется маршрутами № 14, 26, 39 | «МГУ» | |
| Метро «Чертановская»                          | Южнее пересечения Симферопольского с Черноморским бульваром                                                                                    | 3 сквозных пути                                                                                       | 6 ноября 1962    | Используется маршрутом № 3 | «Деревня Волхонка», «Балаклавский проспект» | |
| Метро «Чистые пруды»                          | На Чистопрудном бульваре, у вестибюля станции метро «Чистые пруды»                                                                             | 1 сквозной путь                                                                                       | 1947             | Используется маршрутами № А, 3, 39 | «Кировские ворота», «Метро „Кировская“» (до 5 ноября 1990 года) | |
| Метро «Щукинская»                             | На пересечении Авиационной с Новощукинской улицей                                                                                              | 2 сквозных пути, 1 тупик                                                                              | 6 ноября 1981    | Используется маршрутами № 10, 21 | | Построено вместо кольца «Щукино», располагавшегося западнее, у берега Москвы-реки                                                                                   |
| Метрогородок                                  | В конце Открытого шоссе | 3+2 сквозных пути                                                                                     | 17 февраля 1964  | Используется маршрутами № 13, 36, 46 | «Интернат № 87», «Детский санаторий» (до 16 июля 2019 года) | Построено взамен одноимённого кольца, располагавшегося юго-западнее                                                                                                 |
| МИИТ                                          | По Перуновскому переулку, улице Образцова, Новосущёвскому и Минаевскому переулкам и Тихвинской улице                                           | Квадрат по улицам вокруг квартала                                                                     | 2009             | Используется маршрутом № 9 | | |
| Михалково (МЦК «Коптево»)                     | На пересечении Коптевской улицы и проезда Черепановых                                                                                          | 2 сквозных пути                                                                                       | 1983             | Используется маршрутами № 23, 29, 30 | | Построено взамен одноимённого кольца на Михалковской улице |
| Москворецкий рынок                            | На пересечении Симферопольского бульвара с Сивашской улицей                                                                                    | 2 сквозных пути                                                                                       | 6 ноября 1937    | Используется маршрутом № 1 | «Посёлок ЗИС», «Посёлок ЗИЛ» | До 1960-х годов было ориентировано в другую сторону: заезд на кольцо был возможен только со стороны Варшавского шоссе                                               |
| МЦД «Калитники»                               | На пересечении Большой Калитниковской со Скотопрогонной улицей, также по Средней Калитниковской и Чесменской улицам                            | 2+2 сквозных пути, заезд в Октябрьское трамвайное депо                                                | 8 ноября 1927    | Используется маршрутами № А, 46 | «Новоконная площадь» | |
| МЦД «Новогиреево»                             | На пересечении Фрязевской улицы и Свободного проспекта                                                                                         | Попарно 2 сквозных пути, 1 тупик                                                                      | 5 декабря 1952   | Используется маршрутами № 36, 37 | «Новогиреево» | |
| МЦК «Дубровка»                                | На пересечении Шарикоподшипниковской со 2-й улицей Машиностроения                                                                              | 2 сквозных пути                                                                                       | 4 апреля 1937    | Используется маршрутом № 12 | «Подшипниковый завод имени Кагановича», (ГПЗ-1) «Шарикоподшипник», «Улица Машиностроения», «Станция Дубровка», «2-я улица Машиностроения»                          | |
| МЦК «Угрешская»                               | На пересечении Угрешской улицы с 3-м Угрешским проездом                                                                                        | 2 сквозных пути, путь на базу материально-технического снабжения и соединение с железнодорожной сетью | 16 октября 1931  | Используется маршрутом № 43 | «Угрешская улица», «Станция Угрешская» | |
| Нагатино                                      | На повороте Судостроительной улицы | 2 сквозных пути, 1 тупик                                                                              | 12 декабря 1939  | Используется маршрутами № 47, 49 | | |
| Нижние Котлы                                  | На Варшавском шоссе, к югу от станции метро «Нагатинская»                                                                                      | 1 сквозной путь                                                                                       | 8 ноября 1925    | Используется укороченными рейсами | | |
| Останкино                                     | На 1-й Останкинской улице, напротив одноимённого бывшего музея-усадьбы                                                                         | 3+2 сквозных пути                                                                                     | 25 июля 1923     | Используется маршрутами № 11, 17, 25 | «Пушкинское» | До 1954 года подъезд осуществлялся по 1-й Останкинской улице |
| Проспект Маршала Жукова                       | На пересечении Живописной улицы и проспекта Маршала Жукова                                                                                     | 2+2 сквозных пути                                                                                     | 10 января 1967   | Используется маршрутами № 28, 31 | «Новохорошёвское шоссе» | |
| Ростокино                                     | По Сельскохозяйственной улице, 1-му Сельскохозяйственному проезду и улице Сергея Эйзенштейна. Разворот возможен в обе стороны.                 | 2 сквозных пути и заезд в депо имени Баумана                                                          | 30 марта 1939    | Используется для проведения конкурсов профессионального мастерства водителей трамвая. В регулярном движении используется укороченными рейсами и на время ремонтных работ | | Построено взамен одноимённого кольца на правой стороне Ярославского шоссе                                                                                           |
| Серпуховский Вал                              | На пересечении Серпуховского Вала и улицы Шаболовка                                                                                            | Развязка на четыре направления, разворот возможен только со стороны Серпуховского Вала                | 1931             | Используется на время ремонтных работ кольца «Даниловская мануфактура»                                                                                                   | | Также известно как «Алмазовская трамвайная развязка» |
| Таллинская улица (Улица Кулакова)             | На пересечении Таллинской улицы и улицы Кулакова                                                                                               | 3+2+3 сквозных пути, пути в Краснопресненское трамвайное депо                                         | 6 ноября 1981    | Используется маршрутами № 10, 15, 21, 30 | | |
| Улица Кржижановского                          | На пересечении улицы Кржижановского с улицей Вавилова                                                                                          | 2 сквозных пути                                                                                       | 2 января 1959    | Используется укороченными рейсами маршрута № 26 | «1-й Академический проезд» | |
| Улица Красного Маяка                          | На пересечении Чертановской улицы с улицей Красного Маяка                                                                                      | 3 сквозных пути, огорожено                                                                            | 1 января 1971    | Используется для погрузки трамваев для последующей отправки в другие города                                                                                              | | |
| Уржумская улица (Социальный фонд России)      | На пересечении Енисейской и Уржумской улиц | 2 сквозных пути                                                                                       | 6 ноября 1965    | Используется на время ремонтных работ | «Комбинат „Лира“ — Пенсионный фонд» | |
| Черёмушки                                     | На Большой Черёмушкинской улице, вписано в застройку. Оборот и разворот возможен в обе стороны                                                 | 1 сквозной путь с юга, 2 сквозных пути с севера                                                       | 29 октября 1953  | Используется маршрутом № 38 | | |
| Чертаново Южное                               | На пересечении Чертановской улицы с улицей Академика Янгеля                                                                                    | 3 сквозных пути                                                                                       | 1 февраля 1973   | Используется маршрутами № 1, 16 | «Улица Академика Янгеля» | |

## Запланированные и строящиеся
| Название                           | Расположение                                                     | Описание        | Планируемая дата открытия | Состояние |
| ---------------------------------- | ---------------------------------------------------------------- | --------------- | ------------------------- | --- |
| Ивановское                         | На пересечении МКАД и шоссе Энтузиастов, вблизи улицы Сталеваров |                 |                           | Проектируется |
| Метро «Рижская» или Рижский вокзал | Рижская площадь                                                  | 1 сквозной путь | 31 августа 2025           | Ведётся капитальный ремонт участка Трифоновской улицы в сторону Рижского вокзала и улицы Гиляровского, а также строительство оборотного кольца на площади и подходов к нему |
| МЦД «Останкино»                    | На кругу у пересечения улицы Дубовая Роща и проезда Дубовой Рощи |                 | 2027                      | Проектируется |
| МЦД «Покровское»                   | В районе улицы Подольских Курсантов                              |                 |                           | Проектируется |

## Закрытые и недействующие
| Название                  | Расположение | Описание                                                                           | Дата открытия       | Дата закрытия     | Прежние названия                                          | Примечания |
| ------------------------- | --- | ---------------------------------------------------------------------------------- | ------------------- | ----------------- | --------------------------------------------------------- | --- |
| 1-й Боткинский проезд     | На одноимённом проезде | 1 сквозной путь, 1 тупик (второй использовать невозможно)                          | 26 мая 2002         | 25 декабря 2004   |                                                           | Построено взамен кольца «Ваганьково» |
| 1-я Останкинская улица    | На пересечении Продольного проезда с 1-й Останкинской улицей, на месте автостоянки                                        | 1 сквозной путь, 2 тупика                                                          | 2 февраля 2002      | 15 октября 2002   |                                                           | Временное кольцо, работало во время строительства отрезка ММТС над улицей Академика Королёва |
| Автозаводская улица       | На одноимённой улице, у одноимённого моста                                                                                | 2 сквозных пути, разворот возможен в обе стороны                                   | 6 августа 1948      | 4 сентября 1992   | «Ленинская Слобода»                                       | Построено взамен кольца «Ленинская Слобода» |
| Белорусский вокзал        | По 2-й Тверской-Ямской улице, переулку Александра Невского и 3-й Тверской-Ямской улице                                    | 2 сквозных пути, 1 тупик, до 25 июля 1973 года разворот был возможен в обе стороны | 10 мая 1946         | 28 декабря 1984   |                                                           | Построено взамен старого кольца у Белорусского вокзала, заменено на кольцо «Лесная улица» |
| Ваганьково                | На пересечении улицы 1905 года и улицы Сергея Макеева                                                                     | 2 сквозных пути, 1 петля и путь в Краснопресненское трамвайное депо                | 30 октября 2000     | 26 мая 2002       |                                                           | Построено взамен кольца «Шмитовский проезд», заменено на кольцо «1-й Боткинский проезд» |
| ВДНХ-Северная             | На территории ВДНХ, рядом с павильоном № 70 «Москва»                                                                      | 2 сквозных пути                                                                    | 1 августа 1954      | 18 сентября 1972  | «ВСХВ» «ВСХВ-Северная»                                    | Построено вместо кольца «ВСХВ» |
| ВДНХ-Южная                | На 1-й Останкинской улице                                                                                                 | 2 сквозных пути                                                                    | 1 августа 1954      | 15 апреля 1997    | «ВСХВ» «ВСХВ-Южная»                                       | Построено вместо кольца «ВСХВ». На месте кольца в 2001 году построен ТЦ «ВДНХ» |
| ДК Зуева                  | На пересечении Лесной с улицей Александра Невского, к северо-востоку от станции метро «Белорусская»                       | Тупик с последовательными пошёрстным и противошёрстным съездами                    | 22 сентября 2012    | 9 сентября 2017   | «Метро „Белорусская“»                                     | Взамен старого кольца на том же месте, с 2017 года после продления линии не является тупиком. Стрелки зашиты, не используется |
| Зацепская площадь         | Зацепская площадь, вокруг церкви Флора и Лавра на Зацепе                                                                  | 1 сквозной путь                                                                    | 20 августа 1950     | 1991              |                                                           | |
| Метро «Белорусская»       | На пересечении Лесной улицы с улицей Александра Невского                                                                  | 2 сквозных пути                                                                    | 28 декабря 1984     | 28 июня 2008      | «Лесная улица»                                            | Построено взамен старого кольца «Белорусский вокзал», проходившего вокруг квартала |
| Метро «Краснопресненская» | На улице Заморёнова, к югу от станции метро «Краснопресненская»                                                           |                                                                                    | 16 февраля 1955     | 11 августа 1973   | «Краснопресненская Застава»                               | Построено взамен кольца «Краснопресненская Застава», ныне автобусная и электробусная конечная |
| Метро «Новокузнецкая»     | На Новокузнецкой улице, в сквере у метро «Новокузнецкая»                                                                  | 1 сквозной путь                                                                    | 8 июня 1998         | 23 октября 1999   |                                                           | Временное кольцо на период реконструкции Большого Устьинского моста |
| Мясокомбинат              | На пересечении Волгоградского проспекта с улицей Талалихина, на месте проходной мясокомбината                             |                                                                                    | 7 ноября 1955       | 22 августа 1967   |                                                           | Построено взамен одноимённого кольца, располагавшегося восточнее |
| Покровские Ворота         | На Чистопрудном бульваре у площади Покровские Ворота                                                                      | 1 сквозной путь                                                                    | 1947                | 2021              |                                                           | Использовался вагоном-трактиром «Аннушка» |
| Покровское-Стрешнево      | Изначально — тупик, затем — по Авиационной, Виндавской, Щукинской улицам и улице Академика Курчатова (с 6 июля 1924 года) | 1 сквозной путь                                                                    | 7 октября 1922      | 1980-е            |                                                           | С 1940 года не использовалось для регулярных маршрутов. Восточная часть была частично разобрана в 1960-е, тупиковый путь использовался для обучения вагоновожатых                                                                                               |
| Проезд Энтузиастов        | На пересечении шоссе Энтузиастов с одноимённым проездом                                                                   |                                                                                    | 2 апреля 1935       | 21 мая 2017       | «Дангауэровская Слобода» «Новые дома»                     | Построено взамен кольца на противоположной стороне шоссе Энтузиастов, заменено на кольцо «Дом культуры „Компрессор“» |
| Рижский вокзал            | Рижская площадь | 2 сквозных пути                                                                    | 1900-е              | 1995—1997         | «Балтийский вокзал» «Виндавский вокзал» «Ржевский вокзал» | На 2025 год идут восстановительные работы на участке Трифоновской улицы в сторону Рижского вокзала и улицы Гиляровского. Окончание восстановительных работ, соответственно открытие трамвайной линии и оборотного кольца, запланированы на 31 августа 2025 года |
| Улица 8 Марта             | У пересечения одноимённой улицы с улицей Академика Ильюшина                                                               | 3 сквозных пути                                                                    | 3 октября 1960 года | 18 июня 1999 года | «Верхняя Масловка»                                        | Построено взамен кольца «Верхняя Масловка», заменено на кольцо «Метро „Дмитровская“». Ныне автобусная конечная |
| Улица Двинцев (большое)   | По одноимённой улице, Надеждинской и Полковой улицам                                                                      | 2 сквозных пути, был гейт на базу                                                  | 27 ноября 1933      | 1974              | «Завод „Борец“» «1-я Новотихвинская улица» «Станколит»    | Заменено на малое одноимённое кольцо |
| Улица Двинцев (малое)     | На пересечении одноимённой улицы с Полковой улицей                                                                        | 2 сквозных пути, был гейт на базу                                                  | 1974                | 2 ноября 2002     |                                                           | Построено взамен большого одноимённого кольца |
| Улица Молостовых          | На пересечении Зелёного проспекта и улицы Молостовых                                                                      |                                                                                    | 13 июля 1966        | 11 августа 1976   | «52-й квартал Новогиреева»                                | Закрыто во время строительства электродепо «Новогиреево» для Калининской линии метро |
| Химкинский бульвар        | Сходненская улица, неподалёку от пересечения с Нелидовской улицей                                                         |                                                                                    | 6 ноября 1958       | 1970              | «Захарково»                                               | |
| Шмитовский проезд         | На пересечении лдноимённого проезда и Стрельбищенского переулка                                                           | 2 сквозных пути                                                                    | 3 ноября 1931       | 30 октября 2000   | «Тестовский посёлок» «1-й Красногвардейский проезд»       | Заменено на кольцо «Ваганьково» |
| Щукино                    | Авиационная улица, на месте дома № 67, корп. 1                                                                            |                                                                                    | 14 августа 1938     | 30 декабря 1975   |                                                           | Заменено на кольцо «Метро „Щукинская“» |